# 청계남초등학교
청계남초등학교는 대한민국 전라남도 무안군에 있는 초등학교다.

## 학교 연혁
- 1956. 07. 26 청계남초등학교 설립 인가
- 1956. 09. 01 청계남초등학교 개교
- 1981. 03. 07 청계남초등학교 병설유치원 개원
- 2009. 12. 31 교육과학기술부 학교 자율화 교육과정 우수학교 (장관 표창)
- 2010. 03. 01 무지개학교 지정 운영
- 2011. 03. 01 혁신학교 지정(~2021)
- 2025. 01. 09 제69회 졸업(7명, 총 2,530명)
- 2025. 03. 01 제23대 이광수 교장 부임